# Telehit (España)
Telehit fue un canal de televisión mexicano dirigido al público hispanohablante de temática musical que pertenecía a la cadena Televisa Networks.
Este canal empezó sus emisiones regulares en España el 18 de junio de 2006 por TDT en el segundo canal de La Sexta y cesó sus emisiones el 31 de julio de 2007 para dar paso a Hogar 10, el segundo canal de La Sexta, esta frecuencia de la TDT estuvo ocupada por el canal de fútbol de pago Gol Televisión hasta el 30 de junio de 2015.
El 1 de julio de 2015 comenzó emisiones el canal Mega.